# Não Vou Desistir (álbum)
Não Vou Desistir é o quarto álbum de estúdio do cantor Wilian Nascimento, lançado em abril de 2015 pela gravadora MK Music. A obra foi produzida por Stefano de Moraes, Anderson Freire que faz participação na música "Riozinho", e Josué Lopez, e contém composições, em maioria de Freire.  Para a divulgação do projeto, foi lançado o single "Páginas na Areia".
O CD Foi indicado ao Grammy Latino no mesmo ano do lançamento na categoria "Melhor Álbum Cristão em Língua Portuguesa", porém perdeu para Fernanda Brum com o álbum "Da Eternidade".[carece de fontes?]

## Faixas
1. Páginas na Areia (André Freire)
2. Sal e Luz (Anderson Freire)
3. Não Vou Desistir (Anderson Freire)
4. O Ano da Virada (Júnior Maciel e Josias Teixeira)
5. Riozinho (part. Anderson Freire) (Anderson Freire)
6. À Beira do Caminho (Gleidson Rodrigues, Kristian Cavalcanti e André Freire)
7. Deus Sabe (Confia Nele) (part. Marina de Oliveira) (Paulo Silva)
8. Um Diamante na Multidão (Emanuel de Albertin)
9. É Hoje (Gislaine e Mylena)
10. Contra o Reino da Babilônia (Júnior Maciel e Josias Teixeira)
11. O Rei Está Chegando (Anderson Freire)

## Ficha Técnica
- Produção executiva: MK Music
- Gravado e mixado no MK Estúdio por Anderson Trindade
- Cordas gravadas no Estúdio B.L.A. (SP)
- Masterizado no Magic Master
- Fonoaudióloga: Patrícia Maia
- Fotos: Ronaldo Rufino
- Criação de capa: MK Music

Músicas 1, 2, 3 e 5:
- Produção musical: Stefano de Moraes e Anderson Freire
- Arranjo de cordas: Bruno Santos e Stefano de Moraes
- Teclado (nas faixas 1 e 2), loops e cordas: Tadeu Chuff
- Teclado (nas faixas 3 e 5) e piano: Stefano de Moraes
- Violão: Sérgio Knust
- Guitarras: Adson Sodré
- Baixo: Charles Martins
- Bateria: Leonardo Reis
- Violinos: Matthew Thorpe, Cristian Sandu, Rodrigo Silva e Marcelo Soares
- Viola: Tiago Vieira
- Violoncelo: Renato de Sá
- Vocal: Mariana Vargas, Pheterson Mayki, Janeh Magalhães, Sanderson Moraes, Dione Freire e Rômulo Nascimento

Músicas 4, 6, 7, 8, 9, 10 e 11:
- Produção musical: Josué Lopez
- Arranjo de cordas: Bruno Santos
- Piano e teclados: Marcus Costa
- Violão: Michel Fujiwara
- Guitarras: Leandro Esteves
- Baixo elétrico: Ricardo Cordeiro
- Bateria: Felipe Alves
- Sax tenor: Josué Lopez
- Trompete: Jorginho Trumpete e Wellington Siqueira
- Trombone: Dudu Trombone
- Violinos: Matthew Thorpe, Cristian Sandu, Rodrigo Silva e Marcelo Soares
- Viola: Tiago Vieira
- Violoncelo: Renato de Sá
- Vocal: Jozielle Lopes, Sanderson Moraes, Cleyde Jane, Janeh Magalhães e Thiago Fersyl

## Clipes
| Música           | Lançamento          |
| ---------------- | ------------------- |
| Páginas na areia | 16 de julho de 2015 |